# Glitch (Rovere)
Glitch è un singolo del gruppo musicale italiano Rovere, pubblicato il 26 maggio 2023.

## Descrizione
Il brano, scritto da Lorenzo Vizzini, Luca Lambertini e Nelson Venceslai, è prodotto da Marco Paganelli, in arte Paga.

## Video musicale
Il video musicale, diretto da Mattia Rosa, è stato pubblicato il 31 maggio 2023 attraverso il canale YouTube del gruppo.

## Tracce
Testi di Lorenzo Vizzini Bisaccia, Luca Lambertini e Nelson Venceslai, musiche di Lorenzo Stivani, Lorenzo Vizzini Bisaccia e Marco Paganelli.
1. Glitch – 2:57